# Рылеевка
Рыле́евка (до 1948 года Карчига́; укр. Рилєєвка, крымскотат. Qarçığa, Къарчыгъа) — село в Раздольненском районе Республики Крым, входит в состав Славновского сельского поселения (согласно административно-территориальному делению Украины — Славновского сельского совета Автономной Республики Крым)

## Население
| 2001 | 2014 |
| ---- | ---- |
| 243  | ↘137 |

Всеукраинская перепись 2001 года показала следующее распределение по носителям языка
| Язык             | Процент |
| ---------------- | ------- |
| русский          | 55,14   |
| украинский       | 23,05   |
| крымскотатарский | 17,28   |
| молдавский       | 3,29    |

### Динамика численности
| - 1806 год — 131 чел. - 1864 год — 65 чел. - 1900 год — 37 чел. - 1915 год — 108/19 чел. - 1926 год — 153 чел. | - 1939 год — 146 чел. - 1989 год — 253 чел. - 2001 год — 243 чел. - 2009 год — 240 чел. - 2014 год — 137 чел. |

## Современное состояние
На 2016 год в Рылеевке числится 5 улиц; на 2009 год, по данным сельсовета, село занимало площадь 34 гектара, на которой в 77 дворах проживало 240 человек. В селе действует сельский клуб. Рылеевка связана автобусным сообщением с райцентром и соседними населёнными пунктами.

## География
Рылеевка — отдалённое село на западе района в степном Крыму, у границы с Черноморским районом, высота центра села над уровнем моря — 67 м. Ближайшие населённые пункты: Славное в 8 км на север и Нива в 6 км на юг. Расстояние до райцентра около 38 километров (по шоссе), ближайшая железнодорожная станция — Евпатория — примерно 60 километров. Транспортное сообщение осуществляется по региональной автодороге 35Н-431 Славное — Берёзовка (по украинской классификации — С-0-11111).

## История
Первое документальное упоминание села встречается в Камеральном Описании Крыма… 1784 года, судя по которому, в последний период Крымского ханства Карычва входил в Мангытский кадылык Козловскаго каймаканства. После присоединения Крыма к России (8) 19 апреля 1783 года, (8) 19 февраля 1784 года, именным указом Екатерины II сенату, на территории бывшего Крымского ханства была образована Таврическая область и деревня была приписана к Евпаторийскому уезду. После павловских реформ, с 1796 по 1802 год входила в Акмечетский уезд Новороссийской губернии. По новому административному делению, после создания 8 (20) октября 1802 года Таврической губернии, Карчага был включён в состав Хоротокиятской волости Евпаторийского уезда.
По Ведомости о волостях и селениях, в Евпаторийском уезде с показанием числа дворов и душ… от 19 апреля 1806 года в деревне Карчага числилось 13 дворов, 107 крымских татар и 24 цыгана. На военно-топографической карте генерал-майора Мухина 1817 года деревня Карчега обозначена с 14 дворами. После реформы волостного деления 1829 года Карчагу, согласно «Ведомости о казённых волостях Таврической губернии 1829 года» отнесли к Аксакал-Меркитской волости (переименованной из Хоротокиятской). На карте 1836 года в деревне 14 дворов. Затем, видимо, вследствие эмиграции крымских татар в Турцию, деревня заметно опустела и на карте 1842 года Карчига обозначен условным знаком «малая деревня», то есть, менее 5 дворов.
В 1860-х годах, после земской реформы Александра II, деревню приписали к Биюк-Асской волости.
Согласно «Памятной книжке Таврической губернии за 1867 год», деревня была покинута жителями, вследствие эмиграции крымских татар, особенно массовой после Крымской войны 1853—1856 годов, в Турцию и вновь заселена татарами и русскими. В «Списке населённых мест Таврической губернии по сведениям 1864 года», составленном по результатам VIII ревизии 1864 года, Карчага — владельческая татарская деревня, с 8 дворами, 65 жителями и мечетью при колодцах. По обследованиям профессора А. Н. Козловского 1867 года, вода в колодцах деревни Карчага была пресная, а их глубина достигала 20—30 саженей (42—63 м). На трехверстовойкарте Шуберта 1865—1876 года в деревне Карчига обозначено 15 дворов, но в дальнейшем в документх до 1890-х годов не встречается.
Земская реформа 1890-х годов в Евпаторийском уезде прошла после 1892 года, в результате Карчагу приписали к Агайской волости.
По «…Памятной книжке Таврической губернии на 1900 год» в деревне числилось 37 жителей в 5 дворах, а на одноимённом хуторе — 5 человек в 1 дворе. Видимо, в эти годы в деревне (или на хуторе, который больше нигде не упоминается) поселились крымские немцы. На 1914 год в селении действовала лютеранская школа грамотности. По Статистическому справочнику Таврической губернии. Ч.II-я. Статистический очерк, выпуск пятый Евпаторийский уезд, 1915 год, в деревне Карчага Агайской волости Евпаторийского уезда числилось 19 дворов со смешанным населением в количестве 108 человек приписных жителей и 19 — «посторонних», из которых 64 мужчины и 73 женщины. Жители владели 403 десятинами удобной земли (3 двора с землёй, 16 — безземельные). В хозяйствах имелось 170 лошадей, 16 коров и 709 голов мелкого скота.
После установления в Крыму Советской власти, по постановлению Крымревкома от 8 января 1921 года № 206 «Об изменении административных границ» была упразднена волостная система и в составе Евпаторийского уезда был образован Бакальский район, в который включили село, а в 1922 году уезды получили название округов. 11 октября 1923 года, согласно постановлению ВЦИК, в административное деление Крымской АССР были внесены изменения, в результате которых округа были отменены, Бакальский район упразднён и село вошло в состав Евпаторийского района. Согласно Списку населённых пунктов Крымской АССР по Всесоюзной переписи 17 декабря 1926 года, в селе Карчага, Агайского сельсовета Евпаторийского района, числился 31 двор, все крестьянские, население составляло 153 человека, из них 69 татар, 47 немцев, 21 русский и 16 евреев. Постановлением ВЦИК РСФСР от 30 октября 1930 года был создан Фрайдорфский еврейский национальный район (переименованный указом Президиума Верховного Совета РСФСР № 621/6 от 14 декабря 1944 года в Новосёловский) (по другим данным 15 сентября 1931 года) и село включили в его состав, а после создания в 1935 году Ак-Шеихского района (переименованного в 1944 году в Раздольненский) Карчагу включили в его состав. По данным всесоюзной переписи населения 1939 года в селе проживало 146 человек.
Вскоре после начала Великой Отечественной войны, 18 августа 1941 года крымские немцы были выселены, сначала в Ставропольский край, а затем в Сибирь и северный Казахстан, а в 1944 году, после освобождения Крыма от фашистов, согласно
Постановлению ГКО № 5859 от 11 мая 1944 года, 18 мая крымские татары были депортированы в Среднюю Азию. В годы Великой Отечественной войны н фронтах погибло 23 жителя села Карчига. В их честь в 1967 году в центре села установлен памятный знакк, в 1980 году заменённый на мемориальную композицию из вертикальной и горизонтальной стел на общем подиуме. Постановлением Совета министров Республики Крым № 627 от 20 декабря 2016 года памятник отнесён к категории объектов культурно-исторического наследия России регионального значения.

С 25 июня 1946 года Карчага в составе Крымской области РСФСР. Указом Президиума Верховного Совета РСФСР от 18 мая 1948 года, Карчаги переименовали в Рылеевку. 26 апреля 1954 года Крымская область была передана из состава РСФСР в состав УССР. Время включения в Славновский сельсовет пока не установлено: на 15 июня 1960 года село уже числилось в его составе.
Указом Президиума Верховного Совета УССР «Об укрупнении сельских районов Крымской области», от 30 декабря 1962 года село присоединили к Черноморскому району. 1 января 1965 года, указом Президиума ВС УССР «О внесении изменений в административное районирование УССР — по Крымской области», вновь включили в состав Раздольненского. По данным переписи 1989 года в селе проживало 253 человек. С 12 февраля 1991 года село в восстановленной Крымской АССР, 26 февраля 1992 года переименованной в Автономную Республику Крым. С 21 марта 2014 года в составе Крыма аннексирована Россией.

### Каспорю-Боджай
Немецкое поселение Каспорю-Боджай было основано вблизи западной окраины деревни Карчага (на километровой карте Генштаба 1941 года, составленной по картам 1912 и 1920 года, они изображены слитно). Судя по доступным историческим документам, это произошло в конце XIX века, поскольку впервые Боджой-Каспорю встречается в «…Памятной книжке Таврической губернии на 1900 год», согласно которой в деревне Агайской волости Евпаторийского уезда числилось 18 жителей в 3 домохозяйствах. По Статистическому справочнику Таврической губернии. Ч.II-я. Статистический очерк, выпуск пятый Евпаторийский уезд, 1915 год, в деревне Каспорю-Боджой Агайской волости Евпаторийского уезда числилось 3 двора (все дворы безземельные) с немецким населением в количестве 20 человек приписных жителей, из которых 9 мужчин и 11 женщин. Жители владели 91 десятинами удобной земли. В хозяйствах имелось 4 лошади, 2 коровы и 4 головы мелкого скота. (Согласно энциклопедическому словарю «Немцы России», на хуторе в 1915 году было 15 жителей). В дальнейшем в доступных исторических документах не встречается, вероятно, слилось с Карчагой.